# Sneaky Feelings
Sneaky Feelings è un gruppo musicale neozelandese.

## Storia

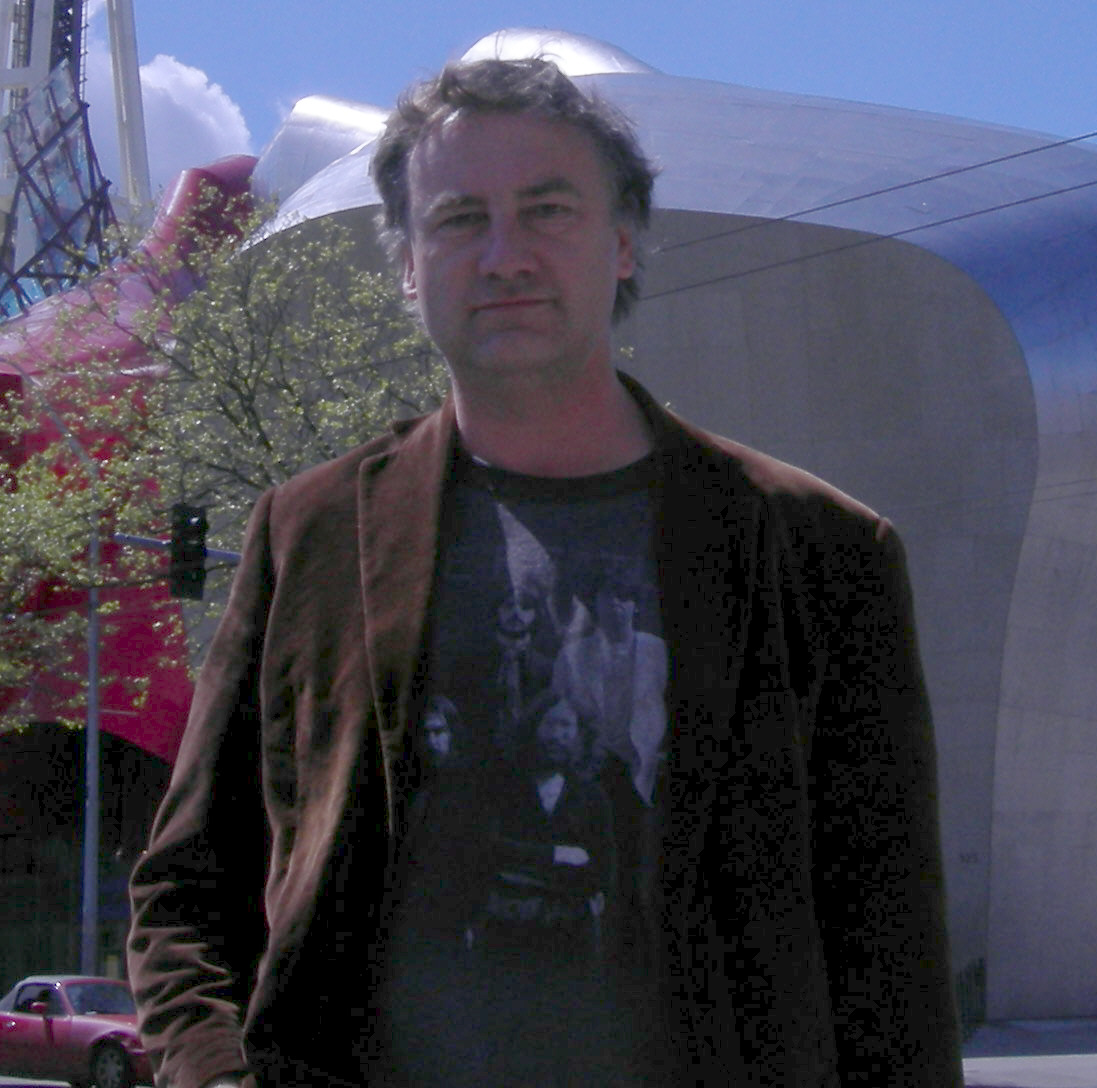
Matthew Bannister nel 2007

David Pine conobbe Matthew Bannister quando frequentavano la scuola Otago Boys High e poi conobbe Kathryn Tyrie e Martin Durrant quando si iscrisse alla Otago University. Insieme fondarono il gruppo nel 1980, con un nome preso da una canzone di Elvis Costello, esordendo, con Max Satchell alla seconda chitarra, in un concerto con altri gruppi il 12 dicembre 1980 alla Deerstalkers Hall di Roslyn, seguito da una esibizione al Concert Chamber di Dunedin con i Bored Games e The Elevators il 16 gennaio 1981; a febbraio parteciparono al Broom Valley Festival, al quale seguì una esibizione alla University Hop e, nel marzo 1981, al festival di bande emergenti Shoreline Battle of The Bands, seguito a un concerto con The Stones, The Verlaines, The Clean e i Feedback, alla Otago University alla fine del mese.
Ad aprile tennero un concerto al Queen’s Gardens e poi al Rock Against Racism con i The Chills all'Otago University il primo maggio. Successivamente Max Satchell lasciò il gruppo, formando i The Blue Meanies con Martin Kean e Andrew Brough. Nell'agosto del 1981 suonarono al The Empire Tavern con i The Verlaines. Sempre con in The Verlanines suonarono a Christchurch a novembre; fecero altre esibizioni in varie località della Nuova Zelanda, con altri gruppi come The Clean, The Stones, The Chills e The Verlaines; durante uno di questi spettacoli vcennero notati dal proprietario della Flying Nun Records, Roger Shepherd.
Durante una esibizione a Garden City il gruppo registrò alcuni brani in una casa che vennero poi inseriti in un doppio album EP pubblicato dalla Flying Nun Records nel 1982, Dunedin Double, poi divenuto uno dei dischi fondamentali della musica della Nuova Zelanda del periodo.
Nel 1982 continuarono a esibirsi in concerti in varie parti della Nuova Zelanda come Dunedin e Christchurch insieme a gruppi come The Stones e The Verlaines e, nel 1983, suonarono Punakaiki Festival vicino Greymouth. Intanto venne registrato il loro primo singolo,  Be My Friend / Amnesia, che entrò nella classifica Top 40 per tre settimane nel giugno 1983. Il gruppo tornò ad Auckland nel maggio 1983 per registrare il primo album LP,  Send You, nei Mascot Studios. L'album venne registrato in quattro giorni. L'album era inizialmente stato pensato come un EP, ma poi vennero prodotti brani sufficienti per poterlo considerare un LP; il gruppo continuò a esibirsi in varie località, fino a quando Martin Durrant lasciò il gruppo per partire per Edimburgo; sarebbe tornato nel gruppo sei mesi dopo, nel febbraio 1984. Ad aprile il gruppo si esibì a Windsor Castle e a giugno a Gluepot con Able Tasmans e Vibraslaps. L'album venne pubblicato a luglio 1984.
Nel 1985 il gruppo riprese a registrare ad Auckland senza Kat Tyrie che aveva intanto lasciato il gruppo dopo aver rotto con il fidanzamento con Bannister, e venne sostituita da John Kelcher. Venne assunto un nuovo manager, Jeremy Freeman e, il 1985 il gruppo continuò a esibirsi in Nuova Zelanda. Venne poi pubblicato un album EP, Husband House, che raggiunse la posizione n. 16 delle classifiche pop per sette settimane. Seguì un EP nel 1986, Better Than Before, che sarebbe entrato nella classifica Top 40 nel maggio 1986. Il gruppo continuò a esibirsi per tutto l'anno.
Il secondo album, Sentimental Education, fu registrato ai Mascot Studios nel 1986 e pubblicato nel 1987, prodotto da Victor Grbic. Venne preceduto alla pubblicazione del singolo, Coming True / Wasted Time, nel gennaio 1987. La pubblicazione dell'album nel marzo 1987 venne seguito da un tour con i The Verlaines; seguì un tour a Londra e in Europa. L'album non entrò in classifica nonostante ricevette recensioni positiva. Ritornati in Nuova Zelanda, i membri seguirono strade diverse; David Pine andò all'università di Dunedin, Bannister e Kelcher ad Auckland e Martin Durrant a Wellington. Ci furono però varie esibizioni nei mesi seguenti a Christchurch e Auckland. Venne quindi programmato un secondo tour in Europa per l'estate; Martin Durrant venne sostituito da Ross Burge che suonò col gruppo nelle 50 date programmate. Il terzo album, Hard Love Stories, venne registrato al loro ritorno, seguito da un nuovo tour in Nuova Zelanda nel marzo 1989. Quando Kelcher a metà del 1989 abbandonò il gruppo, si decise di porre fine al progetto.
La Flying Nun Records ristampò l'album Send You nel 1992 e questo portò a una nuova serie di concerti in Nuova Zelanda a luglio di quell'anno. Vennero registrate alcune nuove canzoni dal vivo che vennero aggiunte come tracce bonus sulla ristampa.
Quasi 20 anni dopo, nel 2017, il gruppo pubblicò un nuovo album, Progress Junction, cui seguì un tour in Nuova Zelanda.

## Discografia
Album
- 1983 - Send You
- 1987 - Sentimental Education
- 1988 - Hard Love Stories
- 2017 - Progress Junction

Singoli ed EP
- 1982 - Dunedin Double (split EP)
- 1983 - Be My Friend / Amnesia (7", Flying Nun Records)
- 1985 - Husband House (EP, Flying Nun Records)
- 1986 - Better Than Before (EP, Flying Nun Records)
- 1986 - Coming True / Wasted Time (7", Flying Nun Records)
- 1987 - Trouble With Kay / It's So Easy (7", Flying Nun Records)

Compilation
- 1985 - Take Sides
- 1986 - Waiting for Touchdown
- 1999 - Positively George Street

Live
- 1984 - Live Windsor Castle
- 2017 - Living up to Their Name' - Live at the Gluepot 1987

## Formazione
- David Pine: chitarra
- Kathryn Tyrie: basso
- Martin Durrant: batteria
- Matthew Bannister: chitarra